# Bad Omens
Bad Omens est un groupe de metalcore américain formé en 2015. Originaire de Richmond en Virginie, il est actuellement composé de Noah Sebastian, Nicholas Ruffilo, Joakim Karlsson et Nick Folio.
Le groupe a sorti trois albums avec le label Sumerian Records.

## Membres

### Membres actuels
- Noah Sebastian – chant (depuis 2015)
- Nicholas Ruffilo – basse, chœurs (depuis 2018) ; guitare rythmique (2015-2018)
- Joakim Karlsson – guitare principale, guitare rythmique (depuis 2015)
- Nick Folio – batterie, percussions (depuis 2015)

### Anciens membres
- Vincent Riquier – basse, chœurs (2015-2018)

## Discographie

### Singles
- 2016 : Glass Houses (Sumerian Records)
- 2016 : Exit Wounds (Sumerian Records)
- 2016 : The Fountain (Sumerian Records)
- 2019 : Never Know (Sumerian Records)
- 2020 : Suffocate ft. Kayzo (Sumerian Records)
- 2020 : Limits (Sumerian Records)
- 2024 : V.A.N ft. Poppy (Sumerian Records)